# Pawel Alexandrowitsch Moltschanow
Pawel Alexandrowitsch Moltschanow (russisch Павел Александрович Молчанов; * 6. Februarjul. / 18. Februar 1893greg. in Wolossowo; † Oktober 1941) war ein sowjetischer Meteorologe.
Neben Robert Bureau, der die erste Radiosonde startete, gilt Pawel Moltschanow mit dem zweiten Start als einer der Erfinder der Radiosonde.
Er nahm nach einer Einladung durch deutsche Wissenschaftler 1931 an einer Expedition an Bord der LZ 127 Graf Zeppelin in die Arktis teil und stellte dort aerologische Beobachtungen mit Radiosonden an. Moltschanow ließ auch den ersten sowjetischen Stratosphärenballon aufsteigen.
Obwohl auch in der letzten Auflage der Großen Sowjetische Enzyklopädie ein Artikel zu ihm existiert, so wird dort dennoch nicht wahrheitsgemäß von seinem Schicksal berichtet. Moltschanow wurde am 24. August 1941 von der sowjetischen Geheimpolizei NKWD unter Bezugnahme auf den Artikel 58 des Strafgesetzbuches der RSFSR verhaftet. Am 8. Oktober 1941 wurden die nach Artikel 58.1a (Vaterlandsverrat: Handlungen, von Sowjetbürgern, die die militärische Kraft der UdSSR schwächen, ihre Unabhängigkeit, oder die Unversehrtheit ihres Territoriums schwächen. Die Höchststrafe dafür ist die Hinrichtung und Einziehung aller Vermögensgegenstände bzw. unter mildernden Umständen zehn Jahre Haft und Entziehung aller Vermögensgegenstände.) Inhaftierten aufgrund der Kriegsumstände aus Leningrad nach Nowosibirsk transferiert. Während dieses Transports wurden von den über 2500 Häftlingen schon mehr als 400 während der Verlegung von dem Begleitkommando erschossen. Somit verliert sich Moltschakows Schicksal nach dem 8. Oktober 1941 und vor der Ankunft des Transports in Nowosibirsk.

## Ehrungen
Das Forschungsschiff Professor Molchanov wurde nach ihm benannt.